# Fiat Aviazione
Fiat Aviazione fue un fabricante aeronáutico italiano, en un momento parte del grupo industrial Fiat, centrado principalmente en la aviación militar. Después de la Primera Guerra Mundial, Fiat consolidó a varios pequeños fabricantes italianos de aviones, como la Fabbrica Aeroplani Ing. O. Pomilio y Ansaldo. Sus más famosos y conocidos productos fueron la familia de cazas biplanos Fiat CR de las décadas de los años 1920-1930, comenzando con el Fiat CR.1 para seguir los CR.20, CR.32 y CR.42. Otros notables diseños fueron los cazas, Fiat G.50, G.55 y el bombardero BR.20. En la década de 1950, la compañía diseñó el G.91 reactor de ataque a tierra ligero.
En 1969, Fiat Aviazione se fusionó con Aerfer para crear Aeritalia , que se convertiría en Alenia Aeronautica en 1990; se vende en 2003 y cambia su denominación a Avio S.p.A. En 2012 Avio es adquirida por General Electric.

## Historia
Inicios

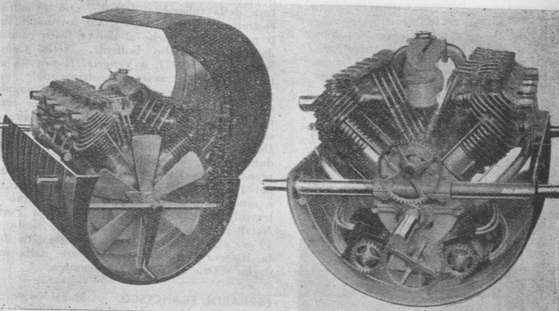
Fiat A.8

Desde principios del siglo XX la empresa FIAT comenzó a extender sus actividades desde la industria automotriz a la aeronáutica y naval. La aeronáutica estaba todavía en un nivel pionero pero, al igual que otras empresas mecánicas mundiales, tenía un interesante potencial de desarrollo en el campo civil. Las comisiones por nuevas aeronaves aumentaban constantemente, abriendo nuevas posibilidades económicas para la empresa, por lo que se consideró necesario diseñar motores específicamente diseñados para las necesidades específicas relacionadas con el vuelo y con la optimización y mantenimiento del desempeño a medida que cambiaba la cuota operativa. 
El primer motor aeronautico, el Fiat SA 8/75, derivado de los coches de competición, inició su producción en serie en 1908. Era un  motor V8  refrigerado por aire de 3,2 l con una potencia de 50 hp (37 kW). Mientras tanto, se comenzó a hipotetizar y probar el uso de la aviación en el campo militar. Fue en este período cuando se lanzó la primera gran producción en serie de motores, realizando el Fiat A.10 del que entre 1914 y 1915 se construyeron 1070 unidades. El uso y la finalidad de la aviación militar se puso a prueba con el estallido de la Primera Guerra Mundial, que condujo a un enorme aumento de las solicitudes de aviones y motores [3] . Para responder adecuadamente a las nuevas necesidades del mercado, FIAT fundó en 1916 como subsidiaria del grupo industrial con el nombre de Società Italiana Aviazione; una firma dedicada a la producción, además de motores, de aviones completos, y que cambió su nombre en 1919 a Fiat Aviazione .
En Turín, además de los motores de aviación, y siempre siguiendo las líneas del motor de combustión interna, se diversifica la producción con la constitución en 1909 de Fiat San Giorgio para la fabricación de motores diésel marinos, el área desde la que se realizan actividades en el campo de motores industriales para energía eléctrica se produjo en Colleferro; la compañía Bombrini-Parodi-Delfino (BPD), establecida en Génova en 1912, comenzó a fabricar explosivos y productos químicos, de donde se originó el segmento espacial.
En el campo aeronáutico, las raíces crecieron en Brindisi con la compañía SACA (Società Cantieri di Aeroporto). Poco a poco, comenzaron muchas otras realidades, como la Costruzioni Meccaniche Aeronautiche Società Anonima CMASA , fundada en 1921 por el ingeniero Claudius Dornier en colaboración con Rinaldo Piaggio y Attilio Odero . Finalmente, las interacciones e intercambios, la acumulación de habilidades y experiencia, y los estímulos multifacéticos han surgido de las muchas y variadas formas de colaboración internacional con importantes compañías como General Electric , Rolls-Royce , Pratt & Whitney y Airbus Helicopters, solo por mencionar algunos de las firmas más importantes con los que las asociaciones actuales se remontan a más de medio siglo.

### De biplanos a reactores
Después del primer diseño pionero de motores de aviación a principios del siglo XX, en contra de la opinión de directores demasiado cautelosos hacia las nuevas tecnologías y áreas de actividad, Giovanni Agnelli , uno de los miembros fundadores de FIAT, y el director técnico Guido Fornaca, apoyaron la producción aeronáutica que comenzó de manera industrial durante la Gran Guerra. Ya en 1914 Fiat construía el biplano de reconocimiento y bombardero ligero Farman MF.11 bajo licencia con la denominación Tipo 5B. Al entrar Italia en guerra y para cumplir con las órdenes militares, se estableció la Società Italiana Aviazione-SIA en 1916, (pasando a llamarse Fiat Aviazione en 1919). El primer motor aeronáutico producido en serie (más de 1000 unidades), el Fiat A.10 se instaló entre 1914 y 1915, en los aviones Farman y en los bombarderos pesados Caproni Ca.2 y Caproni Ca.3 . En 1916 el motor lineal de seis cilindros Fiat A.12 fue instalado en los primeros modelos autóctonos Savoia-Pomilio SP.1 , SP.2 y SP.3 (Fiat A.12bis) diseñados por el oficial de ingenieros del Servicio Aeronáutico, mayor Umberto Savoja y el teniente Ottorino Pomilio.

### Periodo de entreguerras

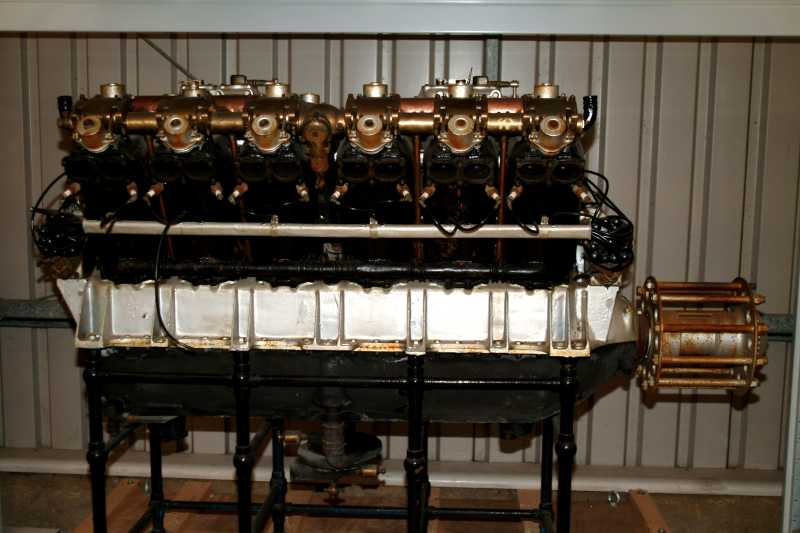
Motor Fiat A.14

Con el final de la Primera Guerra Mundial, los recursos técnicos y de producción acumulados durante el conflicto se dirigieron al sector emergente del avión comercial. La producción de aviones completos, se intensificó bajo la guía del ingeniero aeronáutico Celestino Rosatelli, quien comenzó su colaboración con Fiat en 1918. Durante aproximadamente quince años, Rosatelli contribuyó con sus famosos cazas CR y el bombardero BR, mientras que, gracias a sus motores altamente técnicos y confiables, los aviones Fiat obtuvieron una serie de récords mundiales. Fiat tuvo la distinción al final de la Primera Guerra Mundial de fabricar el motor de aviación más grande y poderoso del mundo, el Fiat A.14 ; un motor de pistón refrigerado por agua V12 de 725 hp producido entre 1917 y 1919; en velocidad, conseguidos por el Fiat R.700 el 1 de octubre de 1921 ganó el "circuito de 100 km", volando a una velocidad promedio de 300 km/h, mientras que el 22 de agosto de 1922 se obtuvo el récord de "velocidad en línea recta", alcanzando 336 km/h a los mandos del piloto de pruebas de la compañía Francesco Brach Papa ; de velocidad y aeronavegabilidad, con el motor Fiat AS.2 de 596 kW (800 hp) que, instalado en el hidroavión Macchi M.39 , estableció el récord de velocidad para hidroaviones y ganó el prestigioso Trofeo Schneider en 1926; y de nuevo en velocidad, con el récord alcanzado por Francesco Agello el 23 de octubre de 1934 en un Macchi M.C.72  propulsado por el motor Fiat A.S6 de 2300 hp (1692 kW ), que podía incrementarse rápidamente a 2800 hp (2059 kW).

### Fusión con la Società Aeronautica d'Italia
En 1926, con la adquisición de la factoría Ansaldo en Corso Francia, Turín, Fiat Aviazione se fusionó con la Società Aeronautica d'Italia. En 1931, Vittorio Valletta, el entonces Gerente General de Fiat, contrató al joven ingeniero de diseño, Giuseppe Gabrielli , para dirigir la Oficina Técnica de Aviación. En 1934, la adquisición de la compañía Costruzioni Meccaniche Aeronautiche Società Anonima - CMASA marcó la entrada de Fiat en la producción de hidroaviones. Una gran parte de los objetivos alcanzados en el siguiente período de treinta años estarán relacionados con el genio de Gabrielli, quien rápidamente se hizo un nombre, comenzando en 1932 con el Fiat G.2, un avión comercial con seis asientos además del piloto, destinado a ser utilizado por Avio Linee Italiane, con Fiat como accionista mayoritario, que se jactaba de innovaciones y desarrollos originales bajo seis patentes.

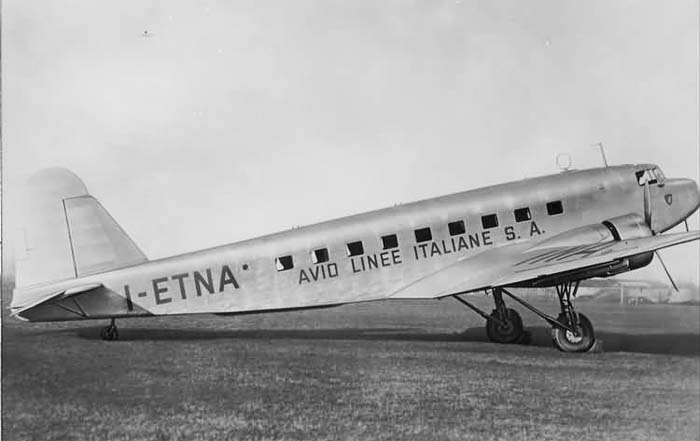
Fiat G.18 de Avio Linee Italiane (ALI)

Si bien las inversiones en el sector de transporte de pasajeros y carga continuaron con la apertura de rutas europeas por parte de las aerolíneas civiles italianas que utilizaron monoplanos bimotores Fiat G.18 y Fiat APR.2, representó una relevante novedad el comienzo de la producción en 1937 del caza Fiat G.50 en la factoría CMASA en Marina di Pisa; siendo el primer caza monoplano en entrar en servicio con la Regia Aeronautica.

### Después de la Segunda Guerra Mundial
En 1949, después de superar las dificultades causadas por la Segunda Guerra Mundial, las actividades aeronáuticas de Fiat se reorganizaron en el área de la aviación. Los retrasos en las tipologías de producción acumuladas en los años de autarquía se superaron pronto gracias a las competencias técnicas de Gabrielli y al nuevo clima de colaboración atlántica e intereuropea. Ya en 1951, Gabrielli había diseñado el Fiat G.80, el primer reactor italiano impulsado por un  turborreactor de Havilland Goblin. 
A principios de la década de 1950, Fiat Aviazione comenzó una reactivación de la producción por medio de pedidos estadounidenses y, en particular, fue la única compañía en Europa que obtuvo la licencia de la OTAN para la construcción del North American F-86K Sabre. Entró en un acuerdo con General Electric y Pratt & Whitney para la producción de componentes de motores a reacción. La experiencia adquirida a través de este trabajo permitió a la compañía participar en 1954 en la convocatoria internacional de licitaciones de la OTAN  para un avión de combate táctico ligero. Al año siguiente, el proyecto italiano, designado Fiat G.91, obtuvo el pedido de tres prototipos, de la misma manera que los competidores ingleses y franceses, siendo elegido como ganador, con la decisión final tomada en 1958. El G.91 se afirmó como el avión de combate ligero estándar de la OTAN en la zona europea, convirtiéndose en el avión de posguerra italiano más importante con más de 700 aviones producidos, en su mayor parte exportados.
En 1961 Fiat Aviazione asumió el papel de contratista principal italiano para el caza interceptor, supersónico, monomotor de alto rendimiento Lockheed F-104G Starfighter de la OTAN y, en estas circunstancias, estableció relaciones de colaboración con la Compañía Alfa Romeo Avio en Pomigliano d'Arco, cerca de Nápoles, directamente controlada por la empresa estatal Finmeccanica. Desde mediados de la década de 1950, bajo la dirección del ingeniero Stefanutti, Alfa Romeo Avio también había intensificado las relaciones de colaboración con Rolls-Royce y General Electric en lo relacionado con motores aeronáuticos. En la segunda mitad de la década de 1960, a partir de órdenes de compra en firme del reactor comercial McDonnell Douglas DC-9 para la aerolínea nacional Alitalia, controlada por la compañía estatal Istituto per la Ricostruzione Industriale (IRI), comenzó la colaboración  entre McDonnell Douglas y Aerfer , una compañía de construcción aeronáutica y ferroviaria establecida por Finmeccanica en 1950 en parte del Centro Aeronáutico en Pomigliano d'Arco.

### Creación de la compañía Aeritalia
En 1969, Fiat y Finmeccanica establecieron la aerolínea Aeritalia , a quien Fiat encomendó las actividades con aeronaves comerciales y transporte de carga y pasajeros.
Posteriormente, a través de diferentes colaboraciones internacionales, el Centro Aeronáutico de Pomigliano d'Arco se especializó en el desarrollo y producción de componentes para las "partes calientes" de los motores a reacción y la revisión de motores civiles. Fiat se concentró en cambio en motores aerodinámicos y transmisiones para helicópteros, ensamblados por Fiat Aviazione en 1976, con 3700 empleados, con centros de producción en Turín y Brindisi.
Esta elección fue consistente con la transformación del escenario mundial de la industria aeronáutica, caracterizada por la formación de unos pocos grandes grupos  y una creciente especialización e internacionalización. Se produjo una doble necesidad, por un lado, de poner en el campo colaboraciones cruciales para reunir los recursos financieros y las competencias tecnológicas requeridas por una producción cada vez más sofisticada en el área de materiales, electrónica y sistemas de seguridad y, por el otro, identificar áreas de especialización en las que desempeñar un papel de liderazgo a nivel mundial. El programa de refinamiento y mejora del control de calidad fue un factor estratégico que dio lugar al éxito de Fiat Aviazione durante esos años.

### Fiat Avio
Con el cambio del nombre de la compañía a Fiat Avio en 1989, la firma de Turín colaboró en el diseño y fabricación de sistemas de propulsión para el reactor de combate bimotor con ala de geometría variable Panavia Tornado y Harrier Jump Jet (despegue y aterrizaje vertical/corto) en el sector militar, y Boeing y Airbus en el comercial, por mencionar los ejemplos más importantes en ambos campos.
En 1997, la adquisición de la participación de control en Alfa Romeo Avio de Finmeccanica fue clave para un proyecto estratégico nacional destinado a reducir la fragmentación excesiva de las empresas italianas y aumentar la competitividad a través de sinergias más sistemáticas

### Aviones producidos
| - SIA SP.1 / SIA SP.2 - Savoja-Pomilio (1916-1917) - Biplano biplaza de reconocimiento y bombardeo ligero - Fiat A.120 Ady (1926) - Monoplano monoplaza de reconocimiento - Fiat AN.1 (1930) - Biplano biplaza. Banco de pruebas para motores diésel de aviación - Fiat APR.2 (1935) - Monoplano bimotor comercial - Fiat A.R.F. (1920) - Biplano monomotor de gran autonomía - Fiat AS.1 (1928) - Biplaza de turismo y entrenamiento - Fiat B.R. (1919) - Biplano biplaza de bombardeo - Fiat BR.20 (1936) - Bombardero medio bimotor - Fiat BRG (1931) - Bombardero pesado trimotor - Fiat C.29 (1929) - Hidroavión monoplaza de competición - Fiat CR.1 (1924) - Biplano monoplaza de caza - Fiat CR.10 (1925) - Biplano monoplaza de caza - Fiat CR.20 (1926) - Biplano monoplaza de caza - Fiat CR.25 (1937) - Bimotor reconocimiento / Caza de escolta de largo alcance - Fiat CR.30 (1932) - Biplano monoplaza de caza - Fiat CR.32 (1933) - Biplano monoplaza de caza - Fiat CR.42 (1932) - Biplano monoplaza de caza - Fiat R.2 (1918) - Biplano biplaza de reconocimiento - Fiat R.22 (1926) - Biplano biplaza de reconocimiento - Fiat R.700 (1920) - Biplano biplaza de competición | - Fiat CANSA FC. 12 (1940) - Monoplano monomotor de ataque a tierra - Fiat CANSA FC.20 (1941) - Bombardero bimotor de reconocimiento/ataque terrestre - CMASA - Fiat RS.14 (1939) - Hidroavión de reconocimiento marítimo de largo alcance Giuseppe Gabrielli series- Fiat G.2 (1932) - Monoplano de transporte trimotor de 6 plazas - Fiat G.5 (1933) - Monoplano biplaza de entrenamiento acrobático y turismo - Fiat G.8 (1934) - Biplano biplaza de entrenamiento primario - Fiat G.12 (1940) - Transporte comercial civil/militar trimotor de 14/22 plazas - Fiat G.18 (1935) - Monoplano bimotor de transporte civil/militar de 18 plazas - Fiat G.46 (1947) - Biplaza monomotor de entrenamiento de transición - Fiat G.49 (1952) - Biplaza monomotor de entrenamiento básico - Fiat G.50 (1937) - Monoplano de caza - Fiat G.55 (1942) - Monoplano de caza - Fiat G.59 (1948) - Monoplano monoplaza de entrenamiento avanzado - Fiat G.80/82 (1953-1954) Reactor biplaza de entrenamiento avanzado - Fiat G.91 - Fiat G.91Y - Fiat G.212 - Fiat G.222 Helicópteros- Fiat Modelo 7002 (1961) - Prototipo helicóptero utilitario |

### Motores
| - Fiat SA 8/75 - Fiat S.55 - Fiat A.10 - Fiat A.12 - Fiat A.14 - Fiat A.15 - Fiat A.20 - Fiat A.22 - Fiat A.24 - Fiat A.25 - Fiat A.30 - Fiat A.50 - Fiat A.53 - Fiat A.54 - Fiat A.55 - Fiat A.58 | - Fiat A.59 - Fiat A.60 - Fiat A.74 - Fiat A.76 - Fiat A.78 - Fiat A.80 - Fiat A.82 - Fiat AS.2 Schneider Trophy 1926 - Fiat AS.3 - Fiat AS.5 Schneider Trophy 1929 - Fiat AS.6 Schneider Trophy 1931 - Fiat AN.1 Diésel - Fiat 4002 - Fiat 4004 - Fiat 4301 - Fiat 4700 |